# موجودات شعله‌ور
موجودات شعله‌ور (به انگلیسی: Flaming Creatures) یک فیلم تجربی آمریکایی محصول سال ۱۹۶۳ به کارگردانی جک اسمیت است. این فیلم اجراکنندگانی را نشان می‌دهد که برای چندین صحنهٔ غیرمرتبط، از جمله آگهی تبلیغاتی رژ لب، عیاشی و زلزله، لباس‌های درگ پوشیده‌اند. این فیلم در ۲۹ آوریل ۱۹۶۳ در خیابان سینمای بلیکر در شهر نیویورک به نمایش درآمد.
به دلیل نمایش مستهجن از تمایلات جنسی، برخی از سالن‌ها از اکران موجودات شعله‌ور خودداری کردند و در مارس ۱۹۶۴، پلیس نیویورک نمایش فیلم را قطع کرده و چاپی از آن را ضبط کرد. یوناس مکاس، کن جاکوبز و فلورانس کارپف متهم شدند و حکم داده‌شد که فیلم ناقض قوانین وقاحتِ نیویورک است. مکاس و سوزان سانتاگ دفاعی انتقادی از این فیلم کردند و این امر به دلیلی برای جنبش زیرزمینی این فیلم تبدیل شد.

## داستان
بیشتر شخصیت‌های فیلم از نظر جنسی مبهم هستند، از جمله دگرجنس‌پوش‌ها، بیناجنس‌ها و بازیگران درگ. موجودات شعله‌ور تا حد زیادی غیرروایی است و صحنه‌های آن اغلب با برش‌هایی به نمای نزدیک از اعضای بدن قطع می‌شود.
این فیلم با سکانسی که بر روی موسیقی متن فیلم علی بابا و چهل دزد تنظیم شده‌است و با اعلامیهٔ «علی بابا امروز می‌آید!» آغاز می‌شود. دو موجود در یک باغ تنبلی می‌کنند و می‌رقصند. در چیزی که اسمیت آن را «سکانس بی‌آبرویی» می‌نامد، شخصیت‌ها رژ لب می‌زنند در حالی که یک تبلیغ ساختگی این سؤال را مطرح می‌کند: «آیا رژ لبی وجود دارد که اثرش حتی پس از ساک‌زدن باقی بماند؟» دو موجود همدیگر را تعقیب می‌کنند و یکی دیگری را به زمین می‌اندازد. چندین موجود در یک صحنهٔ تجاوز در اطراف او جمع می‌شوند که به یک عیاشی بزرگ تبدیل می‌شود. زمین شروع به لرزیدن می‌کند و موجودات فرو می‌ریزند. خون‌آشامی شبیه مرلین مونرو از تابوت بیرون می‌آید و برخی از موجوداتِ بی‌جان را تخلیه می‌کند. این عمل دوباره شعله‌ور می‌شود و موجودات دوباره برای رقصیدن با یکدیگر برمی‌خیزند.

## تاریخچه انتشار

### انتشارهای اولیه

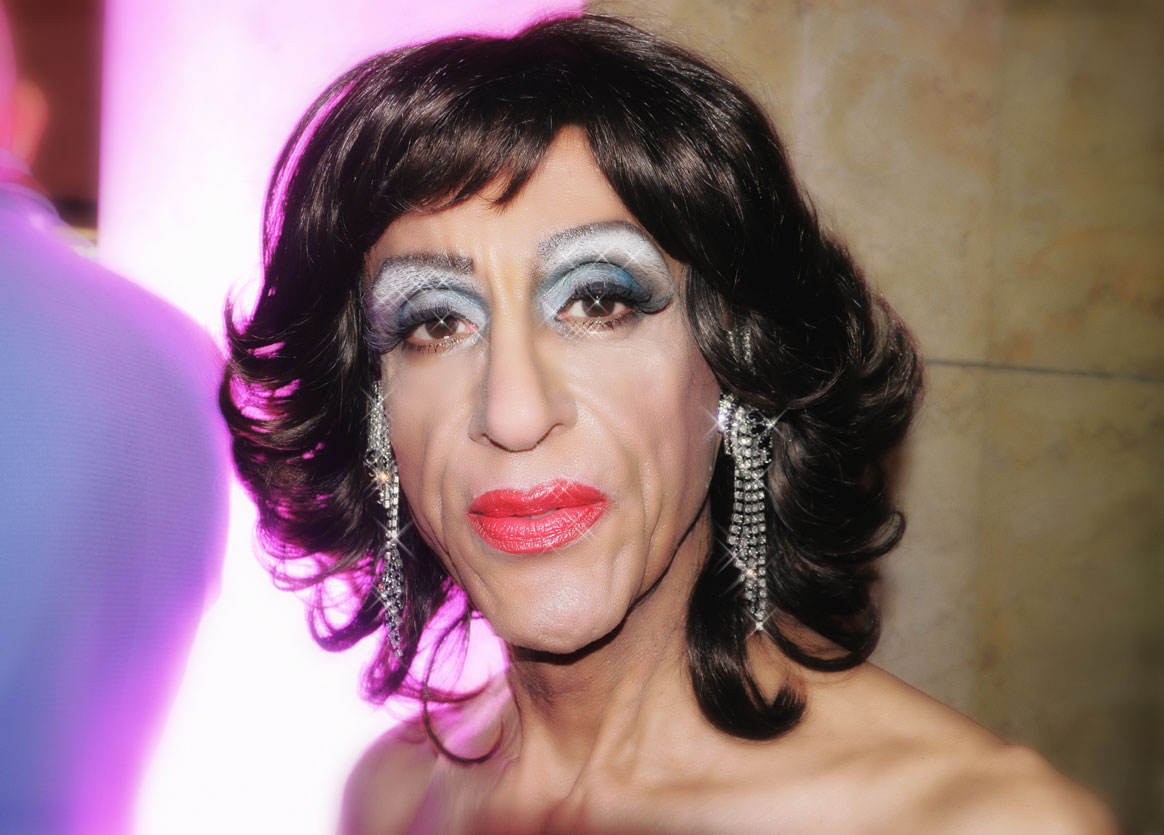
ماریو مونتز، یکی از بازیگران این فیلم؛ در جشنواره بین‌المللی فیلم برلین ۲۰۱۲

موجودات شعله‌ور در ۲۹ آوریل ۱۹۶۳ به عنوان بخشی از یک فیلم دوگانه با کبری بلوند در خیابان سینمای بلیکر در منهتن، نیویورک به نمایش درآمد. نمایش‌های بعدی در تئاتر گرامرسی برگزار شد. از آنجایی که این فیلم برای پروانهٔ نمایش ارسال نشده بود، نمایش‌ها رایگان بودند و از مخاطبان خواسته شد تا به «انجمن فیلمِ عشق و بوسه برای سانسور» کمک مالی کنند. فیلم کالچر در دسامبر ۱۹۶۳ به اسمیت جایزهٔ فیلم مستقل خود برای این فیلم اعطا کرد. تئاتر تیوولی که برای نمایش فیلم‌های سکسنتفاعی شناخته می‌شود، برای این فیلم اجاره شد و نمایشی از موجودات شعله‌ور، گزیده‌هایی از فیلم عشق عادی اسمیت و فیلم خبری اندی وارهول برنامه‌ریزی شد. تئاتر به دلیل محتوای مستهجنِ موجودات شعله‌ور این رویداد را لغو کرد. صدها نفر در تئاتر گرد هم آمدند و اسمیت در مراسمی بداهه جایزهٔ خود را دریافت کرد. جمعیتی متشکل از صدها نفر به رهبری باربارا روبین تئاتر تیوولی را اشغال کردند تا اینکه پلیس توانست ساختمان را پاکسازی کند.
در سومین جشنوارهٔ فیلم تجربی کنوکه، کمیتهٔ انتخابی فیلم، موجودات شعله‌ور را به دلیل نگرانی از اینکه با قوانین وقاحت بلژیک مغایرت دارد، رد کرد. یوناس مکاس در اعتراض از هیئت داوران جشنواره استعفا داد و چند فیلمساز آمریکایی تهدید به پس‌گرفتن فیلم‌های خود کردند. مکاس این فیلم را در داخل یک قوطی برای مرد شباهنگ از استن براخاژ قاچاق کرد و نمایش‌های خصوصی مداومی را در خارج از هتل خود برگزار کرد.

### محاکمه وقاحت و سانسور

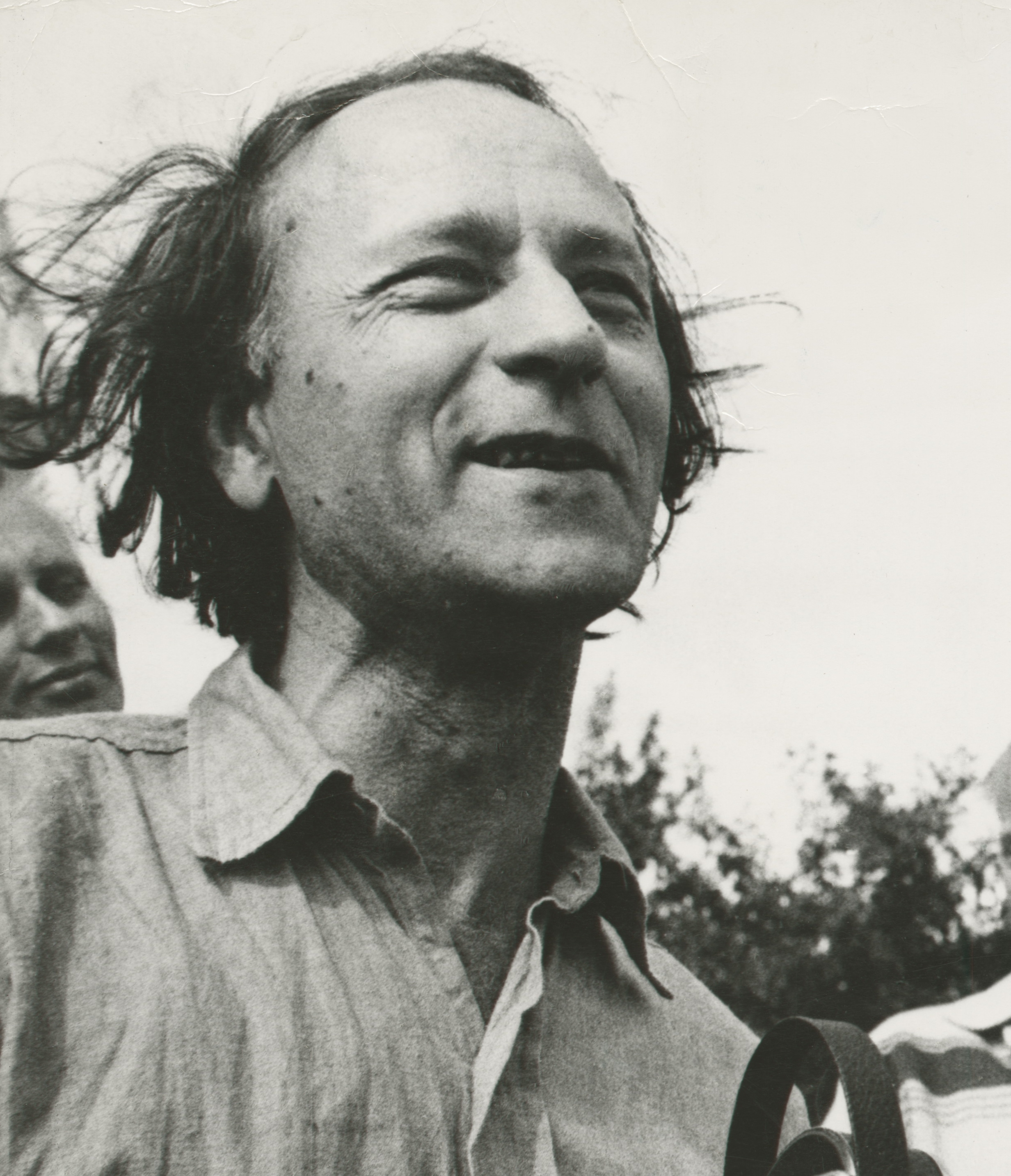
یوناس مکاس از جمله افرادی بود که به دلیل نمایش فیلم دستگیر شده و تحت تعقیب قرار گرفت.

در فوریه ۱۹۶۴، سینماتک با موفقیت فیلم‌های برنامه تیوولی را در تئاتر نیو بووری با عنوان «برنامهٔ غافلگیرکننده بدنامِ ما» به نمایش گذاشت. در طول نمایش سومِ این برنامه در ۳ مارس، پلیس این رویداد را در حالی که موجودات شعله‌ور در حال نمایش بود متوقف کرد. آنها مکاس، کن جاکوبز، فلورانس کارپف و جری سیمز را دستگیر کردند و حلقه‌های فیلم و تجهیزات پروجکشن را ضبط کردند. ادارهٔ پلیس تنها باقیمانده از پرینت فیلم وارهول را در مورد ساخت عشق طبیعی پس نداد و این فیلم اکنون گم‌شده در نظر گرفته می‌شود. مکاس برای جمع‌آوری پول برای یک صندوق دفاع قانونی یک نمایش سودمند از فیلم «Un chant d'amour» برگزار کرد اما دوباره دستگیر شد.
در آوریل ۱۹۶۵، یک نمایش از فیلم خارج از محوطهٔ دانشگاه توسط دانشجویانِ دانشگاه نیومکزیکو مورد حملهٔ پلیس قرار گرفت و آنها چاپ را ضبط کردند. در نوامبر ۱۹۶۶، یک نمایش توسط بخش دانشگاه تگزاس در آستین از دانشجویان برای یک جامعهٔ دموکراتیک نیز متوقف شد. نمایش فیلم در ژانویه ۱۹۶۷ در دانشگاه میشیگان منجر به توقیف فیلم و دستگیری چهار دانشجو شد و باعث اعتراض و تحصن دانشجویان شد. نمایش فیلم در دانشگاه نوتردام در کنفرانس پورنوگرافی و سانسور آن در سال ۱۹۶۹ لغو شد. زمانی که دانش‌آموزان سعی در نمایش فیلم‌های ممنوعه داشتند، پلیس مراسم را قطع کرد که منجر به اولین درگیری خشونت‌آمیز شناخته‌شده مدرسه بین پلیس و دانش‌آموزان شد.

## استفاده سنا و تأثیر آن بر نامزدی دادگاه عالی فورتاس
در سال ۱۹۶۸، آبه فورتاس به عنوان قاضی ارشد ایالات متحده آمریکا معرفی شد. فورتاس از لغو محکومیت‌های اولیه برای انتشار موجودات شعله‌ور حمایت کرده بود، بنابراین سناتور جیمز ایستلند، رئیس کمیته قضایی سنا، درخواست کرد که چاپ ضبط شده در دانشگاه میشیگان به واشینگتن ارسال شود. جیمز کلنسی، نماینده شهروندی برای ادبیات شایسته، فیلم را در میان سایر مطالب نشان داد و از سناتورها دعوت کرد تا آنچه را که فورتاس در چندین تصمیم اتخاذ کرده بود مشاهده کنند که وقاحت نیست. پت بیوکنن، مشاور ریچارد نیکسون، این تلاش را به دلیل از بین بردن نامزدی فورتاس عنوان کرد.

## بازخورد و میراث
کن کلمن، موجودات شعله‌ور را به عنوان «سرودهای آیینی باستانی میلتونی [...] نه برای بهشت گمشده، بلکه برای جهنمی که شیطان به دست آورده‌است» توصیف کرد. آرتور نایت این فیلم را یک «پورنوگرافی چرت و پرت» نامید که «هر دو سکس و سینما را به یکباره آلوده می‌کند». پیت همیل آن را به عنوان «تمرینی از سکس که هنری میلر ۳۰ سال پیش با آن سروکار داشت» توصیف کرد.
پس از توقیف این فیلم، مدیر لیگ همجنس‌گرایان نیویورک، موجودات شعله‌ور را «طولانی، آزاردهنده و از نظر روانی ناخوشایند» نامید. آموس ووگل آن را به یک فیلم نوآر تشبیه کرد که «علی‌رغم درخشش‌های درخشان و لحظاتی منحرف از زیبایی، شکنجه‌شده» مملو از «دستگاه تناسلی سست و هنری ضعیف» است. سوزان سانتاگ در مقاله‌ای در سال ۱۹۶۶ فیلم را به‌عنوان یک اثر هنری نادر مدرن تحسین کرد و افزود که موضوع آن حول شادی و بی‌گناهی است. پی. آدامز سیتنی موجودات شعله‌ور را به عنوان «افسانه‌ای از بی‌گناهیِ بازیابی‌شده» توصیف کرد که در آن اسمیت «منابع خود را کاملاً تغییر می‌دهد و یک مرکز اسطوره‌ای را کشف می‌کند که آنها از آن بسته شده بودند». جاناتان رزنبام این فیلم را «یکی از بهترین و لذت‌بخش‌ترین فیلم‌های آوانگارد ساخته‌شده تاکنون» نامید. شرکت «گلچین فیلم آرشیو» این فیلم را در مجموعهٔ «کاتالوگ ضروری سینما» گنجانده‌است. گرگوری مارکوپولوس در نقدی از ویلج وویس فیلم گاید اظهار داشت: «فیلم فقط کمی اغراق‌آمیز بود و مخاطبان اولیه وقتی خیالات هالیوودی مخفی آن‌ها بر روی صفحه نمایش داده‌شد، شگفت‌زده شدند». در کتاب مرجع فیلم ۱۰۰۱ فیلمی که باید قبل از مرگ ببینید، چنین ذکر شده‌است: «زیبایی متمایز فیلم عمدتاً به دلیل استفادهٔ هوشمندانه اسمیت از دوربین دستی است. قاب‌بندی‌های غیرمنتظره او تصاویر متراکمی از بافت‌ها، اعضای بدن و چهره‌های بسیار آرایش‌شده به دست می‌دهد». 
بیک استوپاک، هنرمند ویدیوئی که هرگز فیلم اصلی را ندیده بود، در سال ۲۰۰۶ یک «بازسازی» از موجودات شعله‌ور تنها بر پایه توضیحات فیلم ایجاد کرد. تاد هینز در سال ۱۹۹۸ در معدن طلای مخملی به این فیلم با گروهی خیالی به نام موجودات شعله‌ور اشاره می‌کند. فیلم ابر سفید کوچکی که گریه کرد ساخته گای مدین در سال ۲۰۰۹ به عنوان ادای احترام به موجودات شعله‌ور طراحی شد.